# 존 퀴노니스

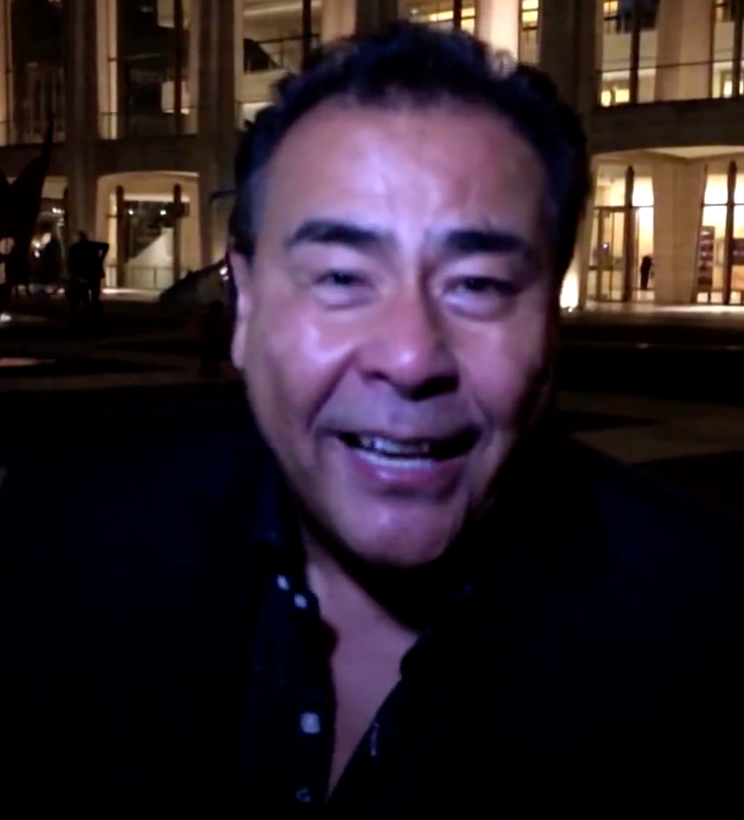

후안 마누엘 퀴뇨네스(스페인어: Juan Manuel Quiñones, 1952년 5월 23일 ~ )는 존 퀴노니스(영어: John Quiñones)라는 이름으로 잘 알려진 미국의 기자로, 현재 《프라임타임: 왓 우드 유 두?》를 진행하고 있다.